# UFC 158
UFC 158: St-Pierre vs. Diaz è stato un evento di arti marziali miste organizzato dalla Ultimate Fighting Championship che si è tenuto il 16 marzo 2013 al Centre Bell di Montréal, Canada.

## Retroscena
L'evento avrebbe dovuto ospitare il rematch tra Alessio Sakara e Patrick Côté, ma Sakara diede forfait per problemi renali e successivamente Côté scese nella divisione dei pesi welter.
Rick Story avrebbe dovuto affrontare Sean Pierson, ma quest'ultimo s'infortunò e venne sostituito con Quinn Mulhern.
Inizialmente la card principale prevedeva il rematch tra Rory MacDonald e Carlos Condit e la sfida tra Johny Hendricks e Jake Ellenberger, ma un acciacco capitato a MacDonald impose un cambiamento e Condit affrontò come avversario Hendricks, mentre Ellenberger dovette sfidare Nate Marquardt.
Issei Tamura doveva vedersela con Mitch Gagnon, ma un infortunio capitato a quest'ultimo fece subentrare T.J. Dillashaw come sfidante.
L'evento prevedeva un match tra Johnny Eduardo e Yves Jabouin, ma un infortunio alla spalla bloccò Eduardo e l'intera sfida saltò.

## Risultati
|                                        | Divisione       |                   |                 |                   | Metodo                                      | Round           | Tempo           | Premio          |
| Card Principale                        | Card Principale | Card Principale   | Card Principale | Card Principale   | Card Principale                             | Card Principale | Card Principale | Card Principale |
| -------------------------------------- | --------------- | ----------------- | --------------- | ----------------- | ------------------------------------------- | --------------- | --------------- | --------------- |
| Sfida valida per il titolo di campione | Pesi welter     | Georges St-Pierre | batte           | Nick Diaz         | Decisione unanime (50–45, 50–45, 50–45)     | 5               | 5:00            |                 |
|                                        | Pesi welter     | Johny Hendricks   | batte           | Carlos Condit     | Decisione unanime (29–28, 29–28, 29–28)     | 3               | 5:00            | FOTN            |
|                                        | Pesi welter     | Jake Ellenberger  | batte           | Nate Marquardt    | KO tecnico (pugni)                          | 1               | 3:00            | KOTN            |
|                                        | Pesi medi       | Chris Camozzi     | batte           | Nick Ring         | Decisione non unanime (29–28, 28–29, 29–28) | 3               | 5:00            |                 |
|                                        | Pesi leggeri    | Mike Ricci        | batte           | Colin Fletcher    | Decisione unanime (30-27, 30-27, 30-27)     | 3               | 5:00            |                 |
| Card Preliminare (FX)                  |                 |                   |                 |                   |                                             |                 |                 |                 |
|                                        | Pesi welter     | Patrick Côté      | batte           | Bobby Voelker     | Decisione unanime (29–28, 29–28, 29–28)     | 3               | 5:00            |                 |
|                                        | Pesi piuma      | Darren Elkins     | batte           | Antonio Carvalho  | KO tecnico (pugni)                          | 1               | 3:06            |                 |
|                                        | Pesi welter     | Jordan Mein       | batte           | Dan Miller        | KO tecnico (pugni)                          | 1               | 4:42            |                 |
|                                        | Pesi leggeri    | John Makdessi     | batte           | Daron Cruickshank | Decisione unanime (29-28, 29-28, 29-28)     | 3               | 5:00            |                 |
| Card Preliminare (Facebook e YouTube)  |                 |                   |                 |                   |                                             |                 |                 |                 |
|                                        | Pesi welter     | Rick Story        | batte           | Quinn Mulhern     | KO tecnico (pugni)                          | 1               | 3:05            |                 |
|                                        | Pesi gallo      | T.J. Dillashaw    | batte           | Issei Tamura      | KO tecnico (ginocchiate e pugni)            | 2               | 0:26            |                 |
|                                        | Pesi gallo      | George Roop       | batte           | Reuben Duran      | Decisione unanime (29-28, 29-28, 30-27)     | 3               | 5:00            |                 |

## Premi
I lottatori premiati ricevettero un bonus di 50.000 dollari.
Legenda:
- FOTN: Fight of the Night (vengono premiati entrambi gli atleti per il miglior incontro dell'evento)
- KOTN: Knockout of the Night (viene premiato l'atleta che si è reso protagonista per il miglior knockout inflitto all'avversario)